# طرزان الرجل القرد
طرزان الرجل القرد (بالإنجليزية: Tarzan the Ape Man)‏ هو فيلم مغامرات أكشن ما قبل الكود أمريكي إنتاج عام 1932، الفيلم من إخراج دبليو. إس. فان دايك وبطولة جوني فايسمولر، مورين أوسوليفان، نيل هاميلتون  وتشارلز أوبري سميث.

## روابط خارجية
- طرزان الرجل القرد على موقع IMDb (الإنجليزية)
- طرزان الرجل القرد على موقع الموسوعة البريطانية (الإنجليزية)
- طرزان الرجل القرد على موقع روتن توميتوز (الإنجليزية)
- طرزان الرجل القرد على موقع نتفليكس (الإنجليزية)
- طرزان الرجل القرد على موقع ألو سيني (الفرنسية)
- طرزان الرجل القرد على موقع Turner Classic Movies (الإنجليزية)
- طرزان الرجل القرد على موقع أول موفي (الإنجليزية)
- طرزان الرجل القرد على موقع فيلمافينيتي (الإسبانية)
- طرزان الرجل القرد على موقع قاعدة بيانات الأفلام السويدية (السويدية)
- طرزان الرجل القرد على موقع قاعدة بيانات الفيلم (الإنجليزية)